# Donnie Schmit
Donnie Schmit , né le 17 janvier 1967 à Minneapolis  et mort le 19 janvier 1996 à Coon Rapids (Minnesota), est un pilote de moto-cross américain.

## Biographie
Né à Minneapolis, Minnesota, Schmit commence à courir quand son père lui achète une Honda XR75. Il signe avec Kawasaki Team Green en tant qu’amateur.
En 1986, Schmit devient pro, remportant deux courses AMA 125cc West Region Supercross lors de sa première saison sur le circuit pro.
En 1987, Schmit signe avec Suzuki, remportant l’AMA Motocross National en 125cc à Anderson, en Caroline du Sud. 
Schmit  remporte également le 125 national sur son circuit à Millville et a terminé l’année cinquième.
En 1988, Schmit évolue dans la division 250cc AMA Supercross, mais il est blessé et décide de rester en motocross outdoor.
Cette saison-là, Schmit décroche sept podiums en motocross AMA 125, dont une victoire à Millville, et a terminé deuxième derrière George Holland.
Il est Rookie of the Year de l’AMA. Schmit  quitte Suzuki après 1988 et  participe aux championnats nationaux outdoor de l’AMA en tant que pilote privé.
Il  termine en 1989 au quatrième rang de l’AMA 125 Motocross; il est le meilleur pilote privé.
À la fin de la saison, le Team Bieffe Suzuki offre à Schmit un contrat pour participer aux championnats du monde 125cc.
Schmit remporte le championnat du monde en 125cc en 1990, en gagnant 11 GP sur 12.
En 1991, Schmit est blessé au Grand Prix de Hongrie, ce qui lui fait rater une bonne partie de la saison restante.
En 1992, Schmit pilote pour Chesterfield Yamaha, et  remporte son deuxième titre mondial, avec cinq victoires de 250 GP.
Il roule pour Chesterfield Yamaha pendant deux saisons, terminant troisième en 1993 et septième en 1994.
À la fin de la saison 1994, Schmit se retire de la course à temps plein.
En 1995, Schmit revient aux Nationales AMA à Millville, terminant quatrième pour Honda de Troy.
Il a également remporté le championnat de motocross à quatre temps du CCM à San Bernardino (Californie).
Schmit meurt le 19 janvier 1996 d’une hémorragie cérébrale, après que sa femme Carrie l’a emmené à l’hôpital avec un mal de tête grave.
Il attendait une greffe de moelle osseuse.
Ses 15 victoires en carrière dans le Grand Prix mondial de motocross ont été un record pour un pilote américain. 
En 2002, Schmit est intronisé au Temple de la renommée de la moto de l’AMA.
Un saut de la piste de sa ville natale Millville, Minnesota, "Holy Schmit" est nommé en sa mémoire.

## Palmarès
- Champion du monde 1990 en 125 cm3 moto-cross sur une Suzuki.
- Champion du monde 1992 en 250 cm3 moto-cross sur une Yamaha.